# Тапакуло рудогузий
Тапакуло рудогузий (Scytalopus altirostris) — вид горобцеподібних птахів родини галітових (Rhinocryptidae).

## Поширення
Ендемік Перу. Поширений в горах Кордильєра-Орієнталь від півдня провінції Амазонас до Уануко. Мешкає на східному схилі на висотах від 2900 до 3700 м. Населяє ельфійський ліс і край між лісом і прилеглими пасовищами парамо.

## Опис
Дрібний птах, завдовжки 10-12 см і вагою 17-22 г. Дорослий самець сірий зверху з коричневим нальотом на шиї. Поперек і круп коричневі з чорними смугами. Нижня частина блідо-сірого кольору, а боки та хриссум (область навколо клоаки) коричневі з чорними смугами. Доросла самиця схожа, але верхня частина тіла більше коричнева, ніж сіра.